# Tricholoma tigrinum
Tricholoma tigrinum är en svampart som först beskrevs av Jakob Christan Schaeffer, och fick sitt nu gällande namn av Claude-Casimir Gillet 1874. Tricholoma tigrinum ingår i släktet musseroner och familjen Tricholomataceae.   Inga underarter finns listade i Catalogue of Life.